# محمدعلی مددی
الگو:جعبه اطلاعات = سیاست‌مدار
محمدعلی مددی نمایندهٔ دورهٔ نهم مجلس شورای اسلامی ، نظریه پرداز حوزه هاى اقتصادى كه اولين مخالف پورحسینی  بوده عضو شوراى شهر و منتقد سرسخت حسن روحانی  و عضو شورای اسلامی، از حوزهٔ انتخابیهٔ میانه در استان آذربایجان شرقی بود..